# Cotylelobium lanceolatum
Cotylelobium lanceolatumes una especie de planta fanerógama perteneciente a la familia Dipterocarpaceae.  

## Descripción
C. lanceolatum es un árbol que alcanza los 45 m de altura y se encuentra en las selvas tropicales húmedas en terrazas elevadas, suelos arenosos y orgánicos (Ashton 2004). La especie se encuentra en la península de Tailandia, en áreas costeras de la península de Malasia, en las islas Anambas y en Borneo donde se encuentra al menos en dos áreas protegidas del (Parque nacional de Bako y el Parque nacional de Gunung Mulu).

## Taxonomía
Cotylelobium lanceolatum fue descrita por   William Grant Craib y publicado en Bulletin of Miscellaneous Information Kew 1913: 113. 1913.
Etimología
Cotylelobium: nombre genérico que deriva del griego  (kotyle = una pequeña taza y  lobos = una vaina) que describe su receptáculo.
lanceolatum: epíteto que deriva del latín (lanceolatus = por su forma de lanza) y se refiere a la forma del limbo de sus hojas.
Sinonimia
- Cotylelobium flavum Ridl. 1909, non Pierre 1891
- Cotylelobium malayanum Slooten
- Sunaptea lanceolata (Craib) Kosterm.[2]